# Lithiumcarbonat
Lithiumcarbonat eller litiumcarbonat er et uorganisk stof, et salt af lithium og carbonat med formelen Li2CO3. Dette hvide salt er meget anvendt i processering af metaloxider.
Lithiumcarbonat dannes, når litiumhydroxid binder med CO2.

## Medicinsk brug
Lithiumcarbonat bliver anvendt til at behandle mani, det forhøjede stemningsleje af bipolar affektiv sindslidelse.
Lægefaglig praksis tilsigter at indholdsstoffet Lithium (grundstof)/Lithiumcarbonat anvendes i udpræget grad som et forebyggende, stemningsregulerende præparat. Nogle mener det tager toppen af de maniske bølgeudsving, imens andre mener det tager både toppen af maniske udsving og bunden af depressivt stemningsleje. Lægemidlet kan subsidiært anvendes akut i lidt højere dosis, men indtrapning/indfasning og sidenhen eventuel udfasning sker gradvist i samråd med lægefaglig ekspertise.
Indholdet af stoffet i kroppen måles og angives således som millimol pr. liter blod. Der findes et “sundt” interval; hvor lægemidlet har en veldokumenteret gavnlig effekt.
Typisk vil det være i området omkring 0,5 - 0,8 millimol / liter. Stemningsreguleringen starter sikkert allerede så småt fra 0,1 - 0,4 mmol/l. Men forskningsforsøg i stor skala har vist resultater, der indikerer, at det mest gavnlige og aktive interval ligger imellem 0,5 - 0,8 mmol/l. Værdier på 0,9 eller 1,0 eller 1,1 er i nogles øjne ikke i sig selv alarmerende i en afgrænset periode.
Men hvis værdien er højere end 1,0 eller 1,2 da kan det begynde at blive lidt giftigt eller farligt på lang sigt, for da kan nyrerne tage skade. Øvrige skadevirkninger i form af skader på nyrer eller lever, samt blodpropper eller giftige følgevirkninger, da henvises til indlægssedlen og lægefaglig praksis.
Intervallerne varierer lidt alt efter hvilket lægeteam der rådgiver. Nogle vil mene, det mest gavnlige interval hedder 0,4-0,8 eller 0,5-0,8 eller 0,5-0,9 eller 0,55-0,86 mmol eller 0,6-0,9 eller måske endda 0,6-1,0. Der er tale om nærmest uendelige antal variationer på det mest hensigtsmæssige og aktive interval. Men de ligger alle relativt ens med at medianen tilstræber cirka 0,7-0,8 mmol/l for at være på et optimalt leje/niveau.
 Der er for få eller ingen kildehenvisninger i denne artikel, hvilket er et problem. Du kan hjælpe ved at angive troværdige kilder til de påstande, som fremføres i artiklen.

| Kemi | Spire Denne artikel om kemi er en spire som bør udbygges. Du er velkommen til at hjælpe Wikipedia ved at udvide den. |